# Рузине
Рузине (чеш. Ruzyně) — исторический район в западной части Праги, часть административного района Прага 6. В составе Праги с 1960 года. В районе расположен международный аэропорт Вацлава Гавела.
Первое упоминание относится к 993 году, место фигурирует как Ruzen, в 1262 году название видоизменяется на Ruzin, в 1785 - Russině.
Как и большинство деревень в округе, Рузине принадлежало Бржевновскому монастырю. Непосредственно перед гуситскими войнами здесь появились укрепления.
Рузине очень долго сохранял земледельческий характер, поэтому здесь хорошо сохранилась народная архитектура. Другой достопримечательностью района является Толерантное кладбище. Оно появилось в 1781 году для погребения граждан некатолического вероисповедания.